# Bracon incitus
Bracon incitus är en stekelart som beskrevs av Papp 1971. Bracon incitus ingår i släktet Bracon och familjen bracksteklar. Inga underarter finns listade.